# Новочеркаський розстріл

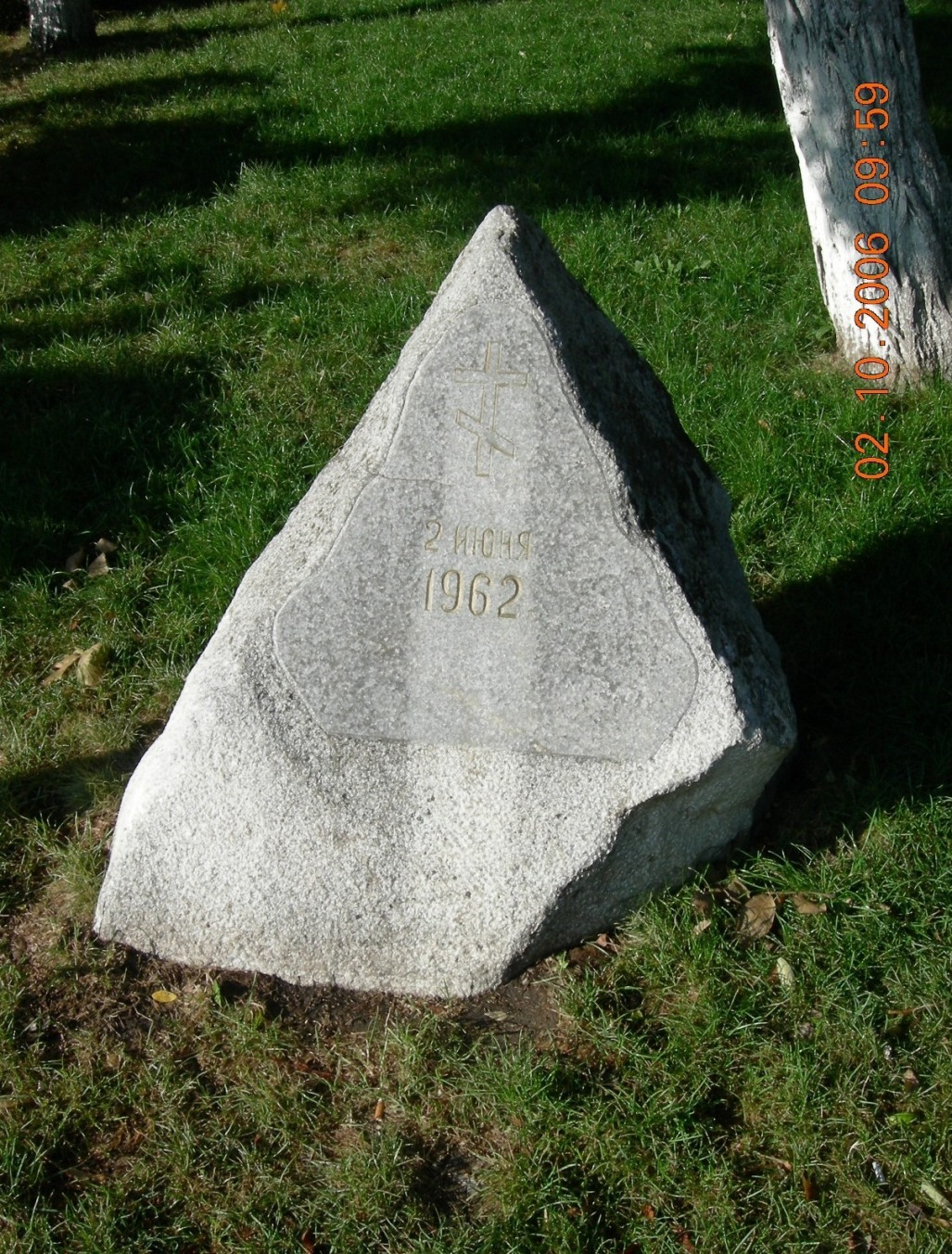
«Камінь на крові», Новочеркаськ

Новочеркаський розстріл — назва подій у Новочеркаську (Ростовська область), що відбулися 1-2 червня 1962 року внаслідок страйку робітників Новочеркаського електровозобудівного заводу (НЕВЗ) та інших містян.

## Причини
На початок 1960-х років у СРСР склалася непроста економічна ситуація. У результаті стратегічних прорахунків керівництва країни почалися перебої з постачанням продуктів харчування та товарів першої необхідності. Навесні і на початку літа 1962 року нестача хліба була настільки відчутною, що М. С. Хрущов вперше зважився на закупівлю зерна за кордоном.
Наприкінці травня (30 або 31 числа) 1962 року було вирішено підвищити роздрібні ціни на м'ясо і м'ясні продукти в середньому на 30 % і на вершкове масло — на 25 %. Радянською пропагандою ця подія подавалась як «прохання всіх трудящих».

## Події
Страйк розпочався 1 червня, кількість мітингувальників сягала 5-ти тисяч. Надвечір до міста прибули танки і бронетранспортери, з'явилося багато військових. Проведено перші арешти, оголошено комендантську годину. Взято під охорону всі головні будівлі, а з Держбанку вивезено всі гроші.
Наступного дня протестні акції лише посилилися, до них долучалися робітники інших підприємств, яких підвищення цін також поставило на межу виживання. О. Н. Шелепін був одним з групи, хто керував придушенням виступу робітників Новочеркаська в 1962 році.
Цілком ймовірно, що жертв було набагато більше, адже у той час у Києві на Байковому цвинтарі, у його південно-західній частини було завезено на двох вантажівках, вкритих брезентом, багато трун, зроблених з білої необробленої деревини. Цю територію забезпечили охороною військовими, службовими собаками. Військові копали довгі траншеї, в які вкладали стопами труни й так їх засипали землею...
На цьому місці (Божків яр) нині гаражі...
Генерал-лейтенант Матвій Шапошников відмовився виконувати наказ про застосування проти демонстрантів танків (за що пізніше був підданий репресіям). Частина мітингарів увірвалася до міськкому партії. Вояки внутрішніх військ відтіснили людей від будівлі і здійснили попереджувальний залп угору. Його жертвами стали дітлахи, які сиділи на деревах (за неофіційними даними, троє з них загинули; в офіційних джерелах жертви серед дітей не згадуються). Далі був ще один попереджувальний залп і відкрито вогонь по натовпу, жертвами якого стали близько 15 людей і кілька десятків поранених. За деякими даними, солдати все ж стріляли в повітря, а вогонь по натовпу (у тому числі кулеметний) вели снайпери з дахів будинків.
Ще 5 осіб загинуло при спробі визволити з відділку міліції заарештованих напередодні.
Всього в Новочеркаську загинуло 24 особи, ще двох вбито того ж вечора за нез'ясованих обставин. Тіла загиблих поховали в чужих могилах на різних кладовищах Ростовської області. Поранено щонайменше 39 людей (вочевидь, більшість намагалася приховати свої поранення, аби уникнути переслідувань).
Події в Новочеркаську ретельно замовчувалися радянським керівництвом. А в 1966-му, коли все той же генерал-лейтенант Шапошников намагався надати розголосу трагічним подіям, проти нього порушили кримінальну справу за звинуваченням у «антирадянській пропаганді».
Інформація про Новочеркаський розстріл в СРСР була засекречена.

## Судове переслідування
Загалом було заарештовано 240 людей, яких звинуватили у бандитизмі та спробах повалення радянської влади. Пізніше Верховний суд РРФСР засудив до розстрілу 7 осіб, а 105 отримали різні терміни ув'язнення. Генерала, що відмовився пустити на людей танки — М. Шапошникова — реабілітували лише в 1988 р., а всіх засуджених реабілітовано «указом про реабілітацію жертв Новочеркаського розстрілу», який було підписано Президентом Росії Борисом Єльциним у 1996 році.

## В мистецтві
- «Одного разу в Ростові» — російський телесеріал, в якому Новочеркаський розстріл є однією з сюжетних ліній.